# Petalesharo
Petalesharo (1797–1874) – członek północnoamerykańskiego plemienia Skidi Paunisów, syn wodza, bohater legendarnego aktu odwagi. 
W 1817 roku Petalesharo zakochał się w brance z plemienia Komanczów, która miała być złożona na ofiarę Gwieździe Porannej. Gdy Komanczka została już przywiązana do ofiarnego rusztowania, Petalesharo nieoczekiwanie podjechał do niej na koniu, uwolnił z więzów i korzystając z zaskoczenia zebranych na uroczystych obrzędach, wywiózł ją z osady. Potem podarował jej konia, aby mogła bezpiecznie uciec do swego plemienia. Gdy Petalesharo powrócił do osady, wszyscy podziwiali jego śmiałość i odwagę. Dzięki swej pozycji oraz poparciu ojca, który nie pochwalał składania krwawych ofiar, szczęśliwie uniknął kary za naruszenie świętego obrzędu.